# Rhynchospora marcelo-guerrae
Rhynchospora marcelo-guerrae är en halvgräsart som beskrevs av Modesto Luceño och M.Alves. Rhynchospora marcelo-guerrae ingår i släktet småag, och familjen halvgräs. Inga underarter finns listade i Catalogue of Life.